# Circolo Sportivo Trevigliese 1925-1926
Questa pagina raccoglie le informazioni riguardanti il Circolo Sportivo Trevigliese nelle competizioni ufficiali della stagione 1925-1926.

## Rosa
| N. |                   | Ruolo | Calciatore          |
| -- | ----------------- | ----- | ------------------- |
|    | Italia (bandiera) | D     | Basa                |
|    | Italia (bandiera) | C     | Bassetti            |
|    | Italia (bandiera) | C     | Bellini             |
|    | Italia (bandiera) | C     | Cinzio Bevilacqua   |
|    | Italia (bandiera) | C     | Brambilla           |
|    | Italia (bandiera) | C     | Ferrandi            |
|    | Italia (bandiera) | A     | Giuseppe Galimberti |
|    | Italia (bandiera) | D     | Umberto Grandi      |
|    | Italia (bandiera) | A     | Motta               |

| N. |                   | Ruolo | Calciatore           |
| -- | ----------------- | ----- | -------------------- |
|    | Italia (bandiera) | D     | Giacomo Muttoni      |
|    | Italia (bandiera) | C     | Ernesto Orsenigo     |
|    | Italia (bandiera) | A     | Prandina             |
|    | Italia (bandiera) | A     | Cherubino Prosdocimo |
|    | Italia (bandiera) | D     | Resmini              |
|    | Italia (bandiera) | D     | Luigi Rivolta        |
|    | Italia (bandiera) | P     | Carlo Somigliana     |
|    | Italia (bandiera) | D     | Terni                |
|    | Italia (bandiera) | A     | Attilio Vitali       |